# Zahnärztliche Mitteilungen
Zahnärztliche Mitteilungen (zm) ist eine zahnärztliche Fachzeitschrift, die von der Bundeszahnärztekammer (BZÄK) und der Kassenzahnärztlichen Bundesvereinigung (KZBV) herausgegeben und von der MedTriX GmbH (u. a. Medical Tribune) produziert wird. Die zm wurde erstmals im Jahr 1910 herausgegeben.

## Bezugskreis
Alle Zahnärztinnen und Zahnärzte, die in Deutschland tätig sind oder in Deutschland ihren Wohnsitz haben und Mitglied einer Landeszahnärztekammer sind (rund 73.000), erhalten die Zeitschrift im Rahmen ihrer Mitgliedschaft. Der Bezugspreis für sonstige Abonnenten beträgt jährlich 168 €.

## Erscheinungsweise
Die zm erscheint zweimal monatlich, jeweils am 1. und 16. des Monats (insgesamt 21 Ausgaben im Jahr mit drei Doppelausgaben).

## Redaktioneller Teil
Die zm ist das zentrale Mitteilungsblatt der Kassenzahnärztlichen Bundesvereinigung (KZBV) und der Bundeszahnärztekammer (BZÄK) für Zahnärztinnen und Zahnärzte in Deutschland. Sie informiert über gesundheitspolitische Entwicklungen ebenso, wie über standespolitische Themen, die bundesweite Bedeutung haben.
Die zm behandeln folgende redaktionelle Themenschwerpunkte:
- Das gesamte Spektrum der Berufs-, Gesundheits- und Sozialpolitik
- Wissenschaftliche und praxisnahe Fortbildung in allen Bereichen der Zahn-, Mund- und Kieferheilkunde
- Interaktive zahnmedizinische Fortbildung nach dem Fortbildungskonzept der Bundeszahnärztekammer und der Deutschen Gesellschaft für Zahn-, Mund und Kieferheilkunde e. V.
- Praxisführung und -organisation, Wirtschafts- und Rechtsfragen
- Gesellschaftliche Fragen u. a. mit Berichten über die Arbeit der zahnärztlichen Hilfsorganisationen
- Ein umfangreicher Rubrikenanzeigenbereich (Stellenmarkt, Praxisabgaben etc.)

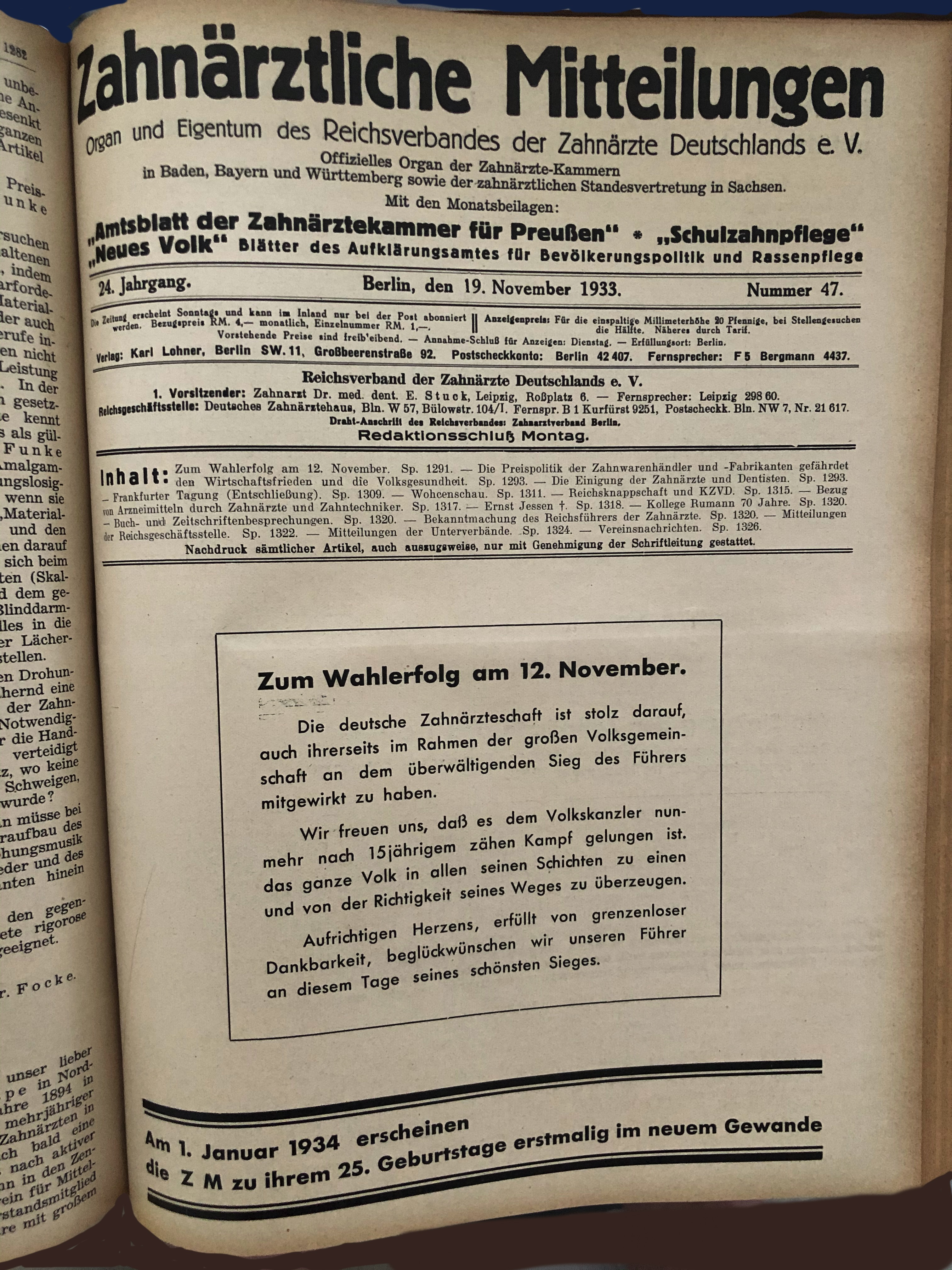
Historische Ausgabe der Zahnärztlichen Mitteilungen, 19. November 1933, 24. Jahrgang Nummer 47. Gratulation des zahnärztlichen Berufsstands zur Wahl Adolf Hitlers am 12. November 1933.

## Webauftritt
Ergänzend zum Printerzeugnis versorgt die Website zm-online die Nutzerinnen und Nutzer tagesaktuell mit Neuigkeiten rund um die Zahnmedizin. Die Rubrik „Interaktive Fortbildung“ (CME) bietet Gelegenheit, Wissen zu überprüfen – die erworbenen Fortbildungspunkte werden bei allen teilnehmenden Landeszahnärztekammern im Rahmen der gesetzlichen Fortbildungsverpflichtung anerkannt. Der Bereich „Starter“ wendet sich gezielt an Zahnmedizinstudierende und junge Zahnmediziner. Der „Markt“ liefert Neuigkeiten aus der Dental-Industrie. Das elektronische Heftarchiv, ein aktueller Veranstaltungskalender sowie ein umfangreicher Stellenmarkt komplettieren das Angebot.
Darüber hinaus informiert der zm-Newsletter seine Abonnenten wöchentlich über die Neuigkeiten aus der Zahnmedizin.

## Geschichte
Der Zahnarzt Eduard Schrickel war in der Zeit des Nationalsozialismus Hauptschriftleiter der Zahnärztlichen Mitteilungen. Er verhöhnte 1934 in der Zeitschrift seinen jüdischen Kollegen Alfred Kantorowicz.
Im Rahmen des gemeinsamen Forschungsprojektes „Zahnmedizin und Zahnärzte im Nationalsozialismus“ von KZBV, BZÄK und der Deutschen Gesellschaft für Zahn-, Mund- und Kieferheilkunde (DGZMK) in Kooperation mit dem Institut für Geschichte, Theorie und Ethik der Medizin der RWTH Aachen und der Heinrich-Heine-Universität Düsseldorf wurde seit September 2016 die Rolle der Zahnheilkunde im Nationalsozialismus systematisch aufgearbeitet. Das Projekt bietet die erste umfassende historisch-kritische Darstellung der Geschichte der Zahnärzteschaft in den Jahren 1933 bis 1945 sowie in der Nachkriegszeit.

## Auflage
Der erste Jahrgang erschien 1910. Nach IVW-Angaben beträgt die Druckauflage 77.520 und die verbreitete Auflage 77.038 (Stand: IVW Q3/2020).